# Proyecto West Ford

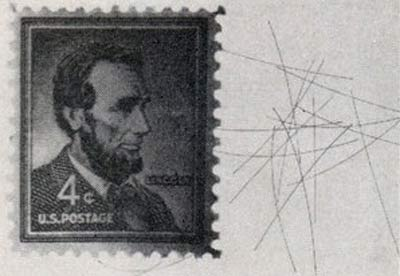
Agujas del Proyecto West Ford comparadas junto a sello postal.

El Proyecto West Ford, también conocido como Westford Needles (en español: Agujas de Westford) y Project Needles (Proyecto agujas), fue una prueba llevada a cabo por el Laboratorio Lincoln del Instituto Tecnológico de Massachusetts en nombre de las Fuerzas Armadas de los Estados Unidos en 1961 y 1963 para crear una ionosfera artificial sobre la Tierra. Esto se hizo para solucionar una importante debilidad que se había identificado en las comunicaciones militares de Estados Unidos.
En el punto álgido de la Guerra Fría, todas las comunicaciones internacionales se realizaban a través de cables submarinos o haciendo rebotar las señales en la ionosfera natural de la Tierra. Las Fuerzas Armadas de los Estados Unidos estaban preocupadas de que los soviéticos pudieran cortar esos cables, y la única forma de comunicarse con las potencias extrajeras sería la ionosfera, que es un medio muy impredecible. Por lo tanto, se puso en órbita un anillo formado por 480.000.000 antenas dipolo de cobre (1,78cm de longitud, 25,4μm [1961] / 17,8μm [1963] de diámetro) para facilitar las comunicaciones por radio globales. La longitud de las antenas fue elegida porque era la mitad de la longitud de onda de la señal de 8 GHz usada en el estudio. Los dipolos proporcionaban soporte pasivo a la antena parabólica del Proyecto West Ford (ubicada en Westford, Massachusetts) para comunicarse con lugares distantes.
Después de que el primer intento fracasara el 21 de octubre de 1961, las agujas no se dispersaron, el proyecto tuvo éxito en el lanzamiento del 9 de mayo de 1963, con transmisiones de radio a través del anillo creado. Sin embargo, la tecnología fue finalmente dejada de lado, en parte debido al desarrollo de los satélites de comunicaciones modernos y debido a las protestas de otros científicos.
Las agujas fueron colocadas en la órbita media terrestre entre 3.500 y 3.800 kilómetros de altitud con inclinaciones de 96 y 87 grados y pasaron a formar parte de la basura espacial de la Tierra. Radioastrónomos británicos, junto con astrónomos ópticos y la Royal Astronomical Society, protestaron esta acción. El periódico soviético Pravda también se unió a las protestas con el titular «Estados Unidos ensucia el Espacio». El asunto fue tratado en la Organización de las Naciones Unidas donde el entonces embajador de Estados Unidos en la ONU, Adlai Stevenson, defendió el proyecto.
Stevenson estudió los artículos publicados sobre el Proyecto West Ford. Con lo que aprendió sobre el tema y citando los artículos que había leído, consiguió disipar los temores expuestos por la gran mayoría de los embajadores de la ONU procedentes de otros países. La explicación fue que la presión de la luz solar haría que los dipolos sólo permanecerían en órbita durante un corto período de aproximadamente tres años. La protesta internacional en última instancia, dio lugar a una disposición incluida en el tratado del espacio exterior de 1967.

## Lanzamientos
| Satélite      | Fecha                 | Lugar de lanzamiento | Vehículo de lanzamiento | Lanzado junto con                             |
| ------------- | --------------------- | -------------------- | ----------------------- | --------------------------------------------- |
| Westford 1    | 21 de octubre de 1961 | Va LC-1-2            | Atlas-LV3 Agena-B       | Midas 4[cita requerida]                       |
| Westford-Drag | 9 de abril de 1962    | Va LC-1-2            | Atlas-LV3 Agena-B       | Midas 5[cita requerida]                       |
| Westford 2    | 9 de mayo de 1963     | Va LC-1-2            | Atlas-LV3 Agena-B       | Midas 6, Dash 1, TRS 5, TRS 6[cita requerida] |

## Consecuencias
En 2008, varios grupos de agujas todavía permanecen en órbita, y de vez en cuando entran en la atmósfera.